# Port lotniczy Munda
Port Lotniczy Munda (ang. Munda Airport) – port lotniczy zlokalizowany w miejscowości Munda, na Wyspach Salomona.

## Linie lotnicze i połączenia
- Solomon Airlines (Gatokae, Honiara)